# پروتکل مسیریابی دروازه داخلی
پروتکل مسیریابی دروازه داخلی (به انگلیسی: Interior Gateway Routing Protocol) (اختصاری IGRP) یکی از پروتکل‌های پروتکل‌های مسیریابی بردار فاصله (Distance-Vector Routing Protocol) است که اواسط سال ۱۹۸۰ میلادی برای شبکه‌های بزرگ توسط شرکت سیسکو سیستمز طراحی شد و هدف از ایجاد پروتکل IGRP غلبه بر برخی محدودیت‌های پروتکل RIP بود.
پروتکل IGRP با استفاده از پورت شماره ۹ اطلاعات قابل دسترسی را با نزدیکترین همسایه‌های خود مبادله می‌کند که این اطلاعات مجموعه‌ای از مقاصد شناخته شده برای مسیریاب‌های شرکت کننده می‌باشد. در این پروتکل از مسیریابی classful استفاده می‌گردد. این بدان معنی است که تمامی دستگاه‌های موجود در شبکه باید از subnet mask مشابهی استفاده نمایند. این محدودیت باعث شد که شرکت سیسکو پروتکل مسیریابی دروازه داخلی پیشرفته (به انگلیسی: Enhanced Interior Gateway Routing Protocol) (اختصاری EIGRP) را طراحی کند تا این محدودیت از بین برود.

## عملکرد
به‌طور پیش فرض هر مسیریاب یا روتر هر ۹۰ ثانیه کل محتویات جدول مسیریابی خود را برای استفاده مسیریاب‌های دیگر در شبکه می‌فرستد. زمانیکه چنین اعلانی دریافت می‌شود تمام مسیریاب‌ها تخصیصی را درجدول مسیریابی خود قرار داده و ارسال مجدد را شروع می‌کنند. این فرایند تضمین می‌کند که تمامی شبکه‌های متصل به هر مسیریاب سرانجام به همه مسیریاب‌ها شناسانده می‌شوند.
اگر یک مسیریاب در مدت زمان ۲۷۰ ثانیه (سه برابر زمان پیش فرض ۹۰ ثانیه) از مسیریاب دیگری مجدد تغییرات محتویات مسیریابی را دریافت نکند روتر به این نتیجه خواهد رسید که تمامی اطلاعاتی که دریافت کرده‌است غیرمعتبر است و از آنها استفاده نمی‌کند. در نهایت اگر تا مدت زمان ۶۳۰ ثانیه (هفت برابر زمان پیش فرض ۹۰ ثانیه) اطلاعات محتویات مسیریاب را دریافت نکند تمامی اطلاعات مسیریابی که از آن روتر دریافت کرده‌است را پاک می‌کند.
در این پروتکل، از پهنای باند (bandwidth)، تأخیر خط (delay)، قابلیت اطمینان (reliability) و بار (load) به عنوان شاخص هائی جهت تعیین بهترین مسیر استفاده می‌شود و می‌تواند حداکثر دارای ۲۵۵ هاپ باشد که مقدار پیش فرض آن ۱۰۰ در نظر گرفته می‌شود. این وضعیت در شبکه‌های بزرگ بسیار مفید است و مشکل داشتن حداکثر ۱۵ هاپ در یک شبکه مبتنی بر پروتکل RIP را برطرف می‌نماید.
- امروزه پروتکل IGRP منسوخ شده‌است و جای خود را به پروتکل EIGRP داده‌است